# Errol Alibux
Liakat Ali Errol Alibux (nacido el 30 de noviembre de 1948 en Paramaribo) es un político surinamés, de la Unión Progresista de Trabajadores y Agricultores (PALU).
De 1967 a 1973 estudió sociología en la Universidad Erasmo de Róterdam.
Fue primer ministro de Surinam entre 1983 y 1984, durante el gobierno militar liderado por Dési Bouterse. Bajo dicha administración también se desempeñó como ministro de Asuntos Sociales y Vivienda (1980-1982) y ministro de Asuntos Exteriores (1983-1984). 
Durante el gobierno de Jules Wijdenbosch fungió como ministro de Recursos Naturales (1996-2000) y ministro de Finanzas (1999-2000). 
Como sospechoso en los Asesinatos de Diciembre, su nombramiento por el presidente electo Dési Bouterse como embajador en Turquía en 2013 fue criticado por los Países Bajos.